# Espinama
Espinama es una localidad española del municipio de Camaleño, perteneciente a la comunidad autónoma de Cantabria. Enclavada a los pies de los Picos de Europa, pertenece a la comarca de Liébana.

## Toponimia
El nombre del lugar puede encontrarse escrito también con la grafía con tilde, Espinamá.

## Geografía
Espinama es un pueblo lebaniego que da nombre al concejo al que pertenece. Está situado en una hondonada rodeada por montañas. Se divisan las de Pico de Valdecoro, Peña Remoña, Cumbres Avenas y Coriscao. En sus calles el río Nevandi (que desciende desde los puertos de Áliva) se une al río Deva (nacido en Fuente Dé). 

### Clima
Primaveras suaves, veranos cálidos, otoños suaves e inviernos muy fríos.

### Flora y fauna
Avellanos, castaños, fresnos, nogales, robles, hayas, abedules, saúcos acebos, orégano, manzanilla,... Zorros, gatos monteses, lobos, venados, corzos, rebecos, urogallos, águilas, jabalíes, pájaros carpinteros, tejones...

## Historia
La primera mención escrita de Espinama que se conoce con seguridad data del 26 de febrero del año 930. Se trata de una escritura del Cartulario de Santo Toribio de Liébana en la que aparece como testigo Aloitus, presbiter de Espinama. Por tanto, en el siglo X ya existen pruebas de la existencia del pueblo. De la vida durante la Edad Media no se conoce mucho. Los documentos existentes muestran la importancia de la ganadería vacuna, el escaso empleo de dinero, la pobreza de algunos vecinos y la existencia de vínculos de dependencia respecto al monasterio de Santo Toribio. Predomina, por tanto, una economía de subsistencia, la cual motivará una amplia emigración. Por otro lado, cabe señalar que Espinama aparece citada en una serranilla del marqués de Santillana conocida como “La moçuela de Bores” y que termina así:
el nuestro proçesso,

sin fazer exçesso,

e nos avenimos.

E fueron las flores

de cabe Espinama

los encobridores.

Será de nuevo durante la invasión francesa de España, cuando Espinama adquiera cierta importancia en la comarca al establecerse un hospital y un almacén del ejército guerrillero en su territorio. 
Hacia mediados del siglo XIX, el lugar tenía ayuntamiento propio. Aparece descrito en el séptimo volumen del Diccionario geográfico-estadístico-histórico de España y sus posesiones de Ultramar de Pascual Madoz con las siguientes palabras:

ESPINAMA: l. con ayunt. en la prov. de Santander (26 leg.), part. jud. de Potes (3), dióc. de Leon (18), aud. terr. y c. g. de Burgos (30): sit. en la hondonada de un valle circundado de altas montañas; combátenle los vientos del NE. y O.; su clima es bastante sano, pues no se padecen otras enfermedades comunes que algunos catarros y fiebres pútridas. Tiene 90 casas divididas en los barrios de Espinamá, Pido y las Ilces; igl. parr. (San Vicente), servida por un cura de primer ascenso y presentacion de S. M. en los meses apostólicos y en los ordinarios lo era antes de los religiosos y prior del conv. de San Raimundo de la v. de Potes; 2 ermitas (San Pedro y Santiago); una capilla en la casa obra pia dedicada á Ntra. Sra. del Rosario, y buenas aguas potables. A la escuela de primeras letras dotada con 1,500 rs., incobrables, asisten 60 niños: en tiempos mas remotos hubo ademas otra de gramática latina y aun de filosofia, fundadas todas por D. Alejandro Rodriguez de Cosgaya, avecindado en Mégico; el edificio, que aun existe, es suntuoso, con las habitaciones, aulas y demas necesario para la enseñanza de todos los niños del concejo, y vivienda de los maestros, dependientes y 13 alumnos internos de la parentela del fundador, ó de los vec. mas pobres del concejo: su asistencia, educacion y demas, era por cuenta de la casa, en la que permanecian hasta haber aprendido filosofia, pero desaprobado despues por el supremo consejo este estudio, se mantenian por 6 años en una universidad 2 de los 13 alumnos internos. Las rentas de la casa llegaron á 11,000 ducados anuales, engrandecimiento que escitó emulaciones en términos de suscitarse pleitos por exigirse la trasladacion del establecimiento á la cap. del part., alegando no reunir Espinamá las circunstancias prescriptas en la ley recopilada; vencida aquella en juicio por el pueblo, y parientes del fundador que obtuvieron una solemne ejecutoria, volvió a reclamar por conducto del ministerio de Gracia y Justicia, solicitando se hiciese cargo del establecimiento la direccion de la Sociedad Cantábrica que ideaba plantear un seminario; esta vez mas feliz la sociedad, obtuvo una real órden por el ministro de Estado, que se comunicó al Supremo Consejo, en que se la concedia permiso para establecer el seminario aplicando para dotarle las rentas de las fundaciones de educacion del territorio Cantábrico, que no estuviesen arregladas á la ley recopilada; se la facultaba igualmente para exigir de cualquier archivo los documentos que acreditasen la calidad de las fundaciones, con la prevencion de que los que tuvieran que hacer alguna reclamacion, dirigiesen sus recursos por la propia secretaria de Estado; sin embargo de esto aun se suscitaron varios altercados é inconvenientes, terminados al fin por una real órden especial, espedida en 21 de marzo de 1804, en que se mandaba fuesen entregadas á la Sociedad Cantábrica los 13 pupilos y todas las dependencias de la obra-pia de Espinamá, cuya escuela quedaba aquella en la obligacion de proveer. Confina el térm. N. Cabrales (prov. de Asturias); E. Cosgaya y Pembes; S. Portilla (part. jud. de Riaño), y O. Valdeon, á 1 1/2 leg. el mas distante: en él se encuentra un cas. llamado Naranco, propiedad que fué del enunciado conv. de Dominicos de San Raimundo. El terreno es arcilloso y arenisco, y le fertilizan las aguas del r. Deva. Los montes estan poblados de haya, roble y mata baja. caminos: locales, carreteros y en mediano estado. Recibe la correspondencia en Potes. prod.: trigo, maiz, patatas, habas y pastos; cria ganado vacuno, lanar, cabrio, caballar y de cerda; caza mayor y menor, y pesca de truchas. ind. y comercio: 3 molinos harineros, un batan, fabricacion de sayales y construccion de carros y ruedas de haya que venden en Cea, Mansilla y Sahagun, retornando granos y otros art. que faltan; se estrae tambien ganado vacuno y buena manteca cocida. pobl.: vec., alm. cap. prod. é imp. (V. el art. de part. jud.) contr.
(Madoz, 1847, p. 570)

El municipio de Espinama desapareció de cara al censo de 1877, al incorporarse al de Camaleño.
La constante emigración, principalmente a América, se verá interrumpida durante la Guerra Civil. No obstante, y a pesar de las mejoras introducidas en las últimas décadas (construcción de la carretera que comunica con Potes, instalación del teleférico de Fuente Dé y del Parador Nacional de Turismo,…), dicha emigración ha sido la nota predominante.

## Economía
Las gentes de Espinama se dedican a la ganadería y, sobre todo, a la hostelería (aprovechando la proximidad a Fuente Dé y la presencia del turismo). No obstante, una gran parte de la población la conforman jubilados. Existen numerosos establecimientos de turismo rural y restaurantes. Otros trabajos: mano de obra sin cualificar para la construcción.
Hace años se compartían las tareas agropecuarias con el trabajo en las minas de Áliva (hoy día cerradas por falta de rentabilidad).

### Gastronomía y productos elaborados en las casas
- Boronos: sangre de cerdo, pan, cebolla, harina, manteca de cerdo, perejil y sal.
- Merdosos: sangre de cerdo, harina, huevo y sal.
- Morcillas: pan, harina, sangre de cerdo, cebolla, sal, perejil, manteca de cerdo y, para la piel, tripa de cerdo.
- Cocido lebaniego: agua, fideos, garbanzos, cecina, chorizo, tocino, patatas, berza y relleno (masa hecha de miga de pan, huevo, chorizo y perejil).
- Chanfaina: hígados y pulmones de cordero, pan, nuez moscada, mantequilla, sal, huevos, pimentón, cebolla y laurel o perejil.
- Orujo: sale de destilar el brujo (el bagazo) de la uva.
- Frisuelos: leche, harina, aceite, huevo, sal y azúcar o miel.
- Tontos: miga de pan, leche, huevo, azúcar, levadura y aceite.
- Bollos: agua, harina, sal y grasa de cerdo.
- Queso: leche de cabra, vaca y oveja, cuajo, fermentos y sal.
- Chorizo: picadillo de cerdo, tocino, ajo, orégano, sal, pimentón y tripa de cerdo.

## Demografía
| Gráfica de evolución demográfica de Espinama entre 1842 y 1860 |
| |
| Población de derecho según los censos de población del INE Población de hecho según los censos de población del INEEntre el censo de 1877 y el anterior, este municipio desaparece porque se integra en el municipio Camaleño. |

En 2023, la entidad singular de población de Espinama tenía empadronados 86 habitantes, todos ellos en el núcleo de población de ese nombre.

## Patrimonio

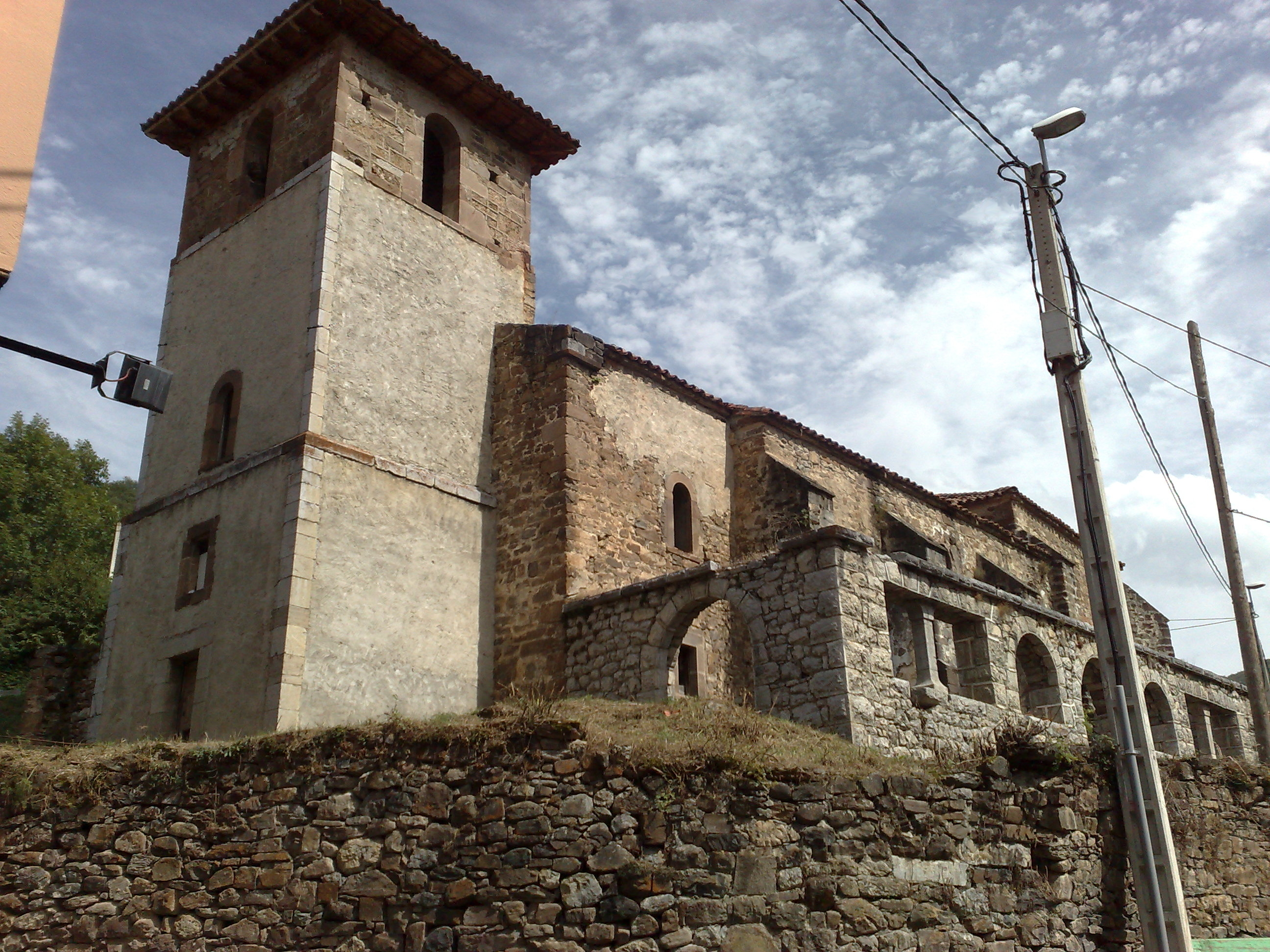
Antigua iglesia de Espinama.

- Ermita de la Virgen de la Salud (Áliva), cuya construcción finalizó en el año 1946.
- Antigua iglesia del siglo XVII (sustituida desde 1968 en sus funciones parroquiales por otra situada a escasa distancia).
- Diversos hórreos en buen estado. Se trata de construcciones de madera con forma rectangular que están elevadas sobre el suelo por cuatro o seis postes de madera en forma de pirámide truncada. Cada poste termina en una losa cuya superficie es mayor que el propio poste, para así evitar que suban roedores. La entrada se efectúa a través de una escalera totalmente independiente, cuyo último peldaño no conecta con el piso del hórreo, evitando así nuevamente el acceso de las ratas y ratones.
- Escudo de la fachada de la Obra Pía benéfico docente, fundada en el siglo XVIII por el indiano Alejandro Rodríguez de Cosgaya (localizado en un lateral de la actual iglesia parroquial de San Vicente Mártir en Espinama).
- La “Casona”: casona de la Obra Pía que aún conserva los escudos de armas de Noriega (a un lado) y las de Cosgaya (a otro).
- Casa rectoral, con los escudos de armas de Noriega y de Baldeón y Encinas.
- Busto de Francisco Sebrango Briz, doctor que ejerció su profesión en Santander aunque hasta los nueve años estudió en las escuelas de Pido y Espinama.

## Fiestas
- 2 de julio: Fiesta de la Virgen de la Salud en Áliva.
- 26 de diciembre: San Esteban.
- 27 de diciembre: San Estebín.

## Ayuntamiento
Espinama pertenece al Ayuntamiento de Camaleño (alcalde – 2007: Juan Manuel Guerra – PRC). Espinama es una Junta Vecinal y su alcalde (2007) es Fernando Ramón Santos Pérez (PP). 

## Barrios
La Cortina, El Arenal, Sobrevilla, La Cotera, Puente de San Vicente, Quintana, Trescardá, Plaza de Saturnino Briz Larín y Resturo.

## Personajes ilustres
- Pedro Rodríguez de Cosgaya (siglo XVII). Emigrante a América, nunca regresó a su pueblo natal, falleciendo en Sevilla. No obstante, en su testamento legó una parte de sus bienes al concejo que le vio nacer. Con ellos se construyó la primera escuela para niños en Espinama.
- Alejandro Rodríguez de Cosgaya (nacido en 1697). Este indiano, que adquirió su fortuna en México, mandó construir una Obra Pía (iniciada en 1748 y concluida en 1752; hoy día desaparecida) para que los jóvenes del concejo recibieran educación. Además, realizaba una labor de ayuda hacia los vecinos pobres. Se mantuvo en funcionamiento hasta principios del siglo XIX.
- Saturnino Briz Larín (1864 – 1954). Emigrante a Cuba donde se inició en el mundo de la banca, tras su regreso a España, fue consejero, presidente del consejo de administración y Presidente de Honor del Banco de Santander, además de consejero de otras sociedades.
- Rafael Calvo Briz (1898 – 1995). Industrial y financiero, realizó numerosas obras de beneficencia.
- José Calvo Briz (1908 – 1987). Fue alcalde-presidente del Ayuntamiento de Camaleño y realizó una notable labor de mecenazgo en ámbitos tan diversos como la enseñanza, la agricultura, la sanidad,…
- José Manuel Prellezo García (1932 - 2023). Pedagogo e investigador, ha seguido la carrera eclesiástica. Entre sus numerosas publicaciones aparecen dos de ellas dedicadas a la Obra Pía de Espinama.